# Tatran (wydawnictwo)
Tatran – słowackie wydawnictwo założone w 1947 roku.

## Historia
Wydawnictwo rozpoczęło działalność 19 września 1947 roku w Bratysławie. W jego siedzibie przy ulicy Michalskej organizowano spotkania literackie. Wydawało książki, czasopisma, podręczniki, a nawet literaturę węgierską i rosyjską. W latach 1953–1965 zmieniono nazwę na Slovenské vydavateľstvo krásnej literatúry (SVKL). Do pierwotnej nazwy powrócono 1 listopada 1965 roku. W 1979 roku Tatran przejął wydawnictwo Pallas. W latach 1996–2006 wydawnictwo nosiło nazwę Slovenský Tatran, by w 2006 roku wrócić do nazwy Tatran.
Wydawnictwo wydaje głównie literaturę słowacką między innymi: Slovenské rozprávky a povesti (Słowackie baśnie i legendy) Boženy Němcovej, Prostonárodné slovakské rozprávky z ilustracjami Martina Benki czy utwory młodych pisarzy takich jak Maroš Hečko, Ondrej Štefánik, Mark Verin, Zuzka Slaninka, Terézia Šimová, Marek Boško czy Peter Kijaba, ale również utwory pisarzy zagranicznych takich jak Ken Follet czy George R.R. Martin.

## Redakcja
Dyrektorzy
- Ľudo Zúbek
- Michal Považan
- Andrej Plávka
- Ján Poničan
- Ján Ferenčík
- Ondrej Mrlian
- Ivan Kupec
- Karol Wlachovský
- Ján Vilikovský
- Eva Mládeková (od 1996)

## Nagrody
- 2017: Nagroda literacka Anasoft litera dla Ondreja Štefánika za książkę Som Paula wydaną przez wydawnictwo Tatran[2]
- 1972: Wydanie Lizystraty (Lýsistrata) Arystofanesa z Ilustracjami Miroslava Cipára otrzymała Aigle d’Or (Złotego Orła) na Festiwalu w Nicei w kategorii dramat[3].